# Glaresis impressicollis
Glaresis impressicollis är en skalbaggsart som beskrevs av Rudolph Petrovitz 1965. Glaresis impressicollis ingår i släktet Glaresis och familjen Glaresidae. Inga underarter finns listade i Catalogue of Life.